# Maciej Aleksy Dawidowski
Pour les articles homonymes, voir Dawidowski.
Maciej Aleksy Dawidowski noms de code : Alek, Glizda, Kopernicki, Koziorożec (né le 3 novembre 1920, Drohobycz — mort le 30 mars 1943, Varsovie, Pologne) était un assistant scoutmestre polonais, membre des Szare Szeregi et sous-lieutenant dans l'Armia Krajowa pendant la Seconde Guerre mondiale. Dawidowski est l'un des principaux personnages des livres Kamienie na szaniec d'Aleksander Kamiński, et Rudy, Alek, Zośka de Barbara Wachowicz.

## Jeunesse

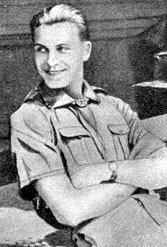
Alek dans son uniforme de scout

Fils d'Aleksy Dawidowski et de Janina Dawidowska (née Sagatowska). Maciej Aleksy Dawidowski a terminé sa scolarité au Gymnasium Stefan Batory de Varsovie. Il était un membre actif du mouvement scout polonais. À l'automne 1939, le père de Dawidowski était directeur administratif d'une usine d'armement dans la capitale. Des suites de l'occupation de la ville par les Allemands à partir de septembre, Aleksy Dawidowski fut arrêté en novembre de la même année et, en décembre, il fut abattu dans les jardins de la Diète.

## Travail dans la résistance
En 1939 le jeune Davidowski faisait partie du PLAN. En 1940, il devint membre des Szare Szeregi (l'organisation clandestine des scouts polonais) et de l'Organisation Wawer. Il participa à plusieurs actions mineurs de sabotage contre les forces nazies. Il y eut notamment l'opération Copernic, au cours de laquelle il retira les plaques écrites en allemand posées sous la statue de Nicolas Copernic à Varsovie, le 11 février 1942.

## Participation à l'opération Arsenal
Jan Bytnar, un autre scout résistant, fut arrêté par les Allemands le 23 mars 1943. L'armée clandestine polonaise décida pour le libérer de monter "l'Action de l'Arsenal". Dawidowski participa à l'organisation et au déroulement de l'action. Au cours de l'attaque, il fut grièvement blessé à l'estomac par les tirs des Allemands alors qu'il se tenait à la porte de la maison où Bytnar était gardé. Déjà blessé, il trouva la force de lancer deux grenades qui permirent à ses camarades de prendre la retraite. Il mourut à l'hôpital des suites de ses blessures. Il avait 22 ans.
Au moment de l'insurrection de Varsovie, le nom de code de Dawidowski "Alek" fut repris comme nom de code par le deuxième peloton de la deuxième compagnie ("Rudy") du bataillon Zośka. Il reçut à titre posthume la croix d'argent de l'ordre Virtuti Militari et fut promu au grade de sergent. En 2011, il reçut à titre posthume la croix de Commandeur avec étoile de l'ordre Polonia Restituta.

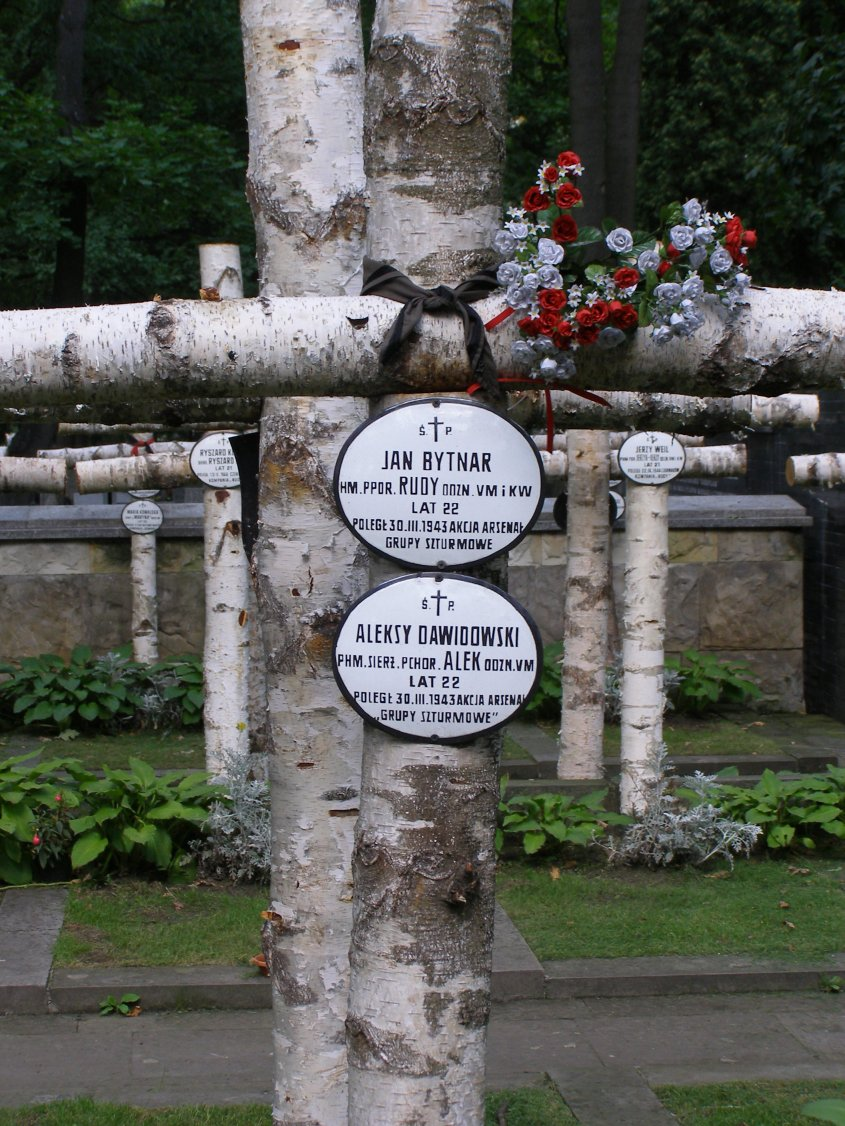
Monument en mémoire de Dawidowski et de Jan Bytnar.